# 莱克特
莱克特（法語：Lect，法語發音：[lɛkt]）是法国汝拉省的一个市镇，位于该省东南部，属于圣克洛德区。

## 地理
莱克特（46°23'21"N, 5°40'33"E）面积11.94 平方千米，位于法国勃艮第-弗朗什-孔泰大區汝拉省，该省份为法国东部内陆省份，北起上索恩省，西北接科多尔省，西临索恩-卢瓦尔省，南至安省，东与杜省和瑞士接壤。
与莱克特接壤的市镇（或旧市镇、城区）包括：穆瓦朗昂蒙塔涅、塞尔农、尚西亚、马蒂尼亚、蒙屈塞勒、奥诺、韦斯克勒。

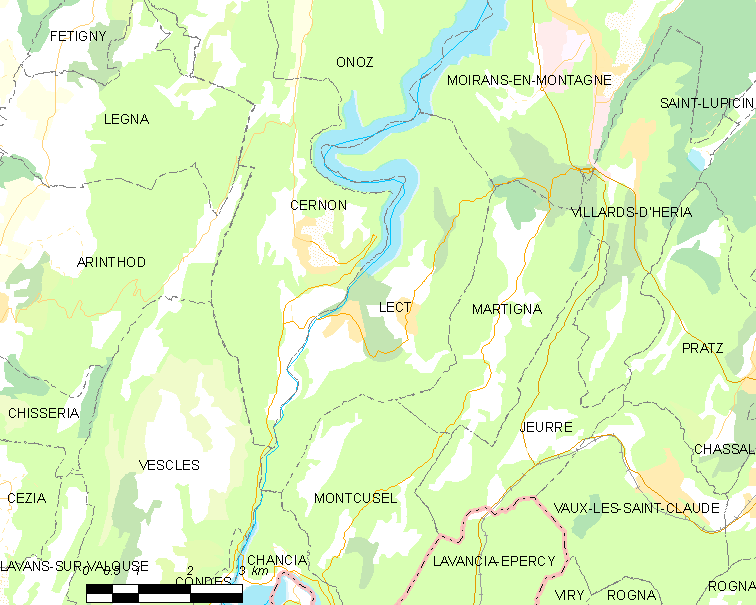
莱克特的OSM定位图

莱克特的时区为UTC+01:00、UTC+02:00（夏令时）。

## 行政
莱克特的邮政编码为39260，INSEE市镇编码为39289。

## 政治
莱克特所属的省级选区为穆瓦朗昂蒙塔涅县。

## 人口

1962-2008年间莱克特人口变化图示

莱克特于2022年1月1日时的人口数量为334人。

## 交通
汝拉省省道D299线经过境内。